# Hendrick Goudt
Hendrick Goudt, född efter 1580 i Utrecht, död där 1648, var en nederländsk konstnär.
Goudt utbildade sig till tecknare och kalligraf, och begav sig därefter 1608 till Rom, där han kom i kontakt framför allt med Adam Elsheimer. Hans teckningsstil kom mycket att likna dennes, och hans arbeten har ofta gått under dennes namn. 1610 återvände Goudt till Utrecht. Här kom han att visa en viss frändskap i uttryckssättet med de båda mest betyande manieristiska tecknarna i Holland, Hendrick Goltzius och Jakob de Gheyn II..